# Zoals de ouden zongen, piepen de jongen
Zoals de ouden zongen, piepen de jongen is een schilderij van de Antwerpse barokschilder Jacob Jordaens I. Het schilderij behoort tot de collectie van het Koninklijk Museum voor Schone Kunsten Antwerpen. 

## Geschiedenis
Het schilderij is een uitbeelding van het spreekwoord 'Soo d'oude songen soo pepen de jonge'. Het spreekwoord is ook bovenaan het werk te lezen en staat in dit schilderij voor dat de ouderen het goede voorbeeld geven en dat de jongeren hen daarin volgen. Jacob Jordaens I heeft in de loop van zijn carrière het spreekwoord verschillende keren uitgebeeld. Dit werk, gesigneerd in 1638, is de vroegst gekende versie.

## Beschrijving
Het schilderij toont een huiselijk tafereel van een familie aan een gedekte tafel. Centraal zit de moeder met de baby op de schoot. Rechts van de vrouw zit de grootmoeder. Zij heeft haar bril nodig om de tekst van het lied te lezen om zo mee te kunnen zingen. Aan de linkerkant zit de grootvader in een armstoel mee te zingen met een liedboek in de hand. Achteraan blaast de vader met volle kracht op een doedelzak. Niet alleen de ouderen maken muziek, ook de kinderen doen mee. De baby blaast op het fluitje van zijn rammelaar en zijn grote broer bespeelt een blokfluit. Rechts onderaan spitst een hond zijn oren.
Jordaens heeft mogelijk bekenden uit zijn omgeving afgebeeld in dit familietafereel. In de oude man herkent men Adam van Noort, leermeester en schoonvader van de schilder. Jordaens tekende verschillende studies van Van Noort, waardoor hij gemakkelijk te identificeren is. Over de andere figuren bestaat minder zekerheid. Er wordt wel eens gesuggereerd dat de doedelzakspeler Jordaens zelf zou zijn.